# Katja Wagner
Katja Wagner (* 5. Februar 1978 in Bad Soden, Hessen) ist eine deutsche Schauspielerin.

## Leben
Die ehemalige Tänzerin Katja Wagner schloss ihre dreijährige Schauspielausbildung 2005 an der staatlich anerkannten Berufsfachschule Stage & Musical School Frankfurt in Frankfurt am Main ab. Seit dieser Zeit ist sie in TV- und Kinoproduktionen sowie in Kurz- und Werbefilmen zu sehen.
2010 nahm Katja Wagner am Berlinale Talent Campus teil und seit 2014 besucht sie regelmäßig die Trainings der „Tankstelle“ von Sigrid Andersson in Berlin.
Seit 2011 leitet sie gemeinsam mit Eskindir Tesfay die Filmproduktionsfirma Movie-Do. Wagner beendete 2014 ihre Ausbildung als Drehbuchautorin an der Berliner „Skript Akademie“. Ihr Action-Kurzfilm „Roughtown“ wurde 2014 mit dem Preis für „Best German Short Film“ beim „Berlin Short Film Festival“ ausgezeichnet.

## Filmografie (Auswahl)
- 2005: Tatort – Leerstand (Fernsehreihe)
- 2005: A Rose is a Rose (Kurzfilm)
- 2006: Freunde für immer – Das Leben ist rund (Fernsehserie, Folge Elf Freunde)
- 2008: Auszeit (Kurzfilm)
- 2008: Gute Zeiten, schlechte Zeiten (Fernsehserie: 2 Folgen)
- 2008/2009: Aktenzeichen XY … ungelöst (Episoden: Was geschah mit Jutta Fuchs? und Falscher Fünfziger – Die Methoden der Geldfälscher)
- 2009: Dinosaurier – Gegen uns seht ihr alt aus! (Kinofilm)
- 2009: Kollegium – Klassenkampf im Lehrerzimmer (Fernsehserie: 12 Folgen)
- 2010: Polizeiruf 110  – Die verlorene Tochter (Fernsehreihe)
- 2011: Frontalwatte (Kinofilm)
- 2011: Mein und Alles (Kinofilm)
- 2012: Mich gibt’s nur zweimal
- 2013: Der Feind in meinem Leben
- 2013: Roughtown (Kinokurzfilm)
- 2013: Bild von Ihr (Kinofilm)
- 2013: Die Chinesen kommen (TV-Film)
- 2014: Nachbarn süß-sauer
- 2014: Who Am I – Kein System ist sicher (Kinofilm)
- 2014: Krauses Geheimnis (TV-Film)
- 2015: Der Lack ist ab (Webserie: 2 Folgen)
- 2015: Trip (Kinofilm)
- 2017: August in Berlin (Kinofilm)
- 2017: Schneeflöckchen (Kinofilm)
- 2019: Daheim in den Bergen (Fernsehserie, Folge Schwesternliebe)
- 2021: Mona & Marie (Fernsehfilm)
- 2021: Ein Fall für zwei (Fernsehserie)

## Theater
- 2005: Boeing, Boeing
- 2006: Jeanne Dark

## Auszeichnungen
- 2009: Landesfilmfestival FILMthuer.09, Pressepreis für „Auszeit“[5]
- 2014: Berlin Short Film Festival 2014, Best German Short Film für „Roughtown“